# 조커 (DC 코믹스)
조커(영어: Joker)는 DC 코믹스에서 출판한 만화책들에 나오는 슈퍼 빌런 캐릭터이다. 빌 핑거, 밥 케인, 제리 로빈슨이 만든 인물로, 《배트맨》(1940년)에 처음으로 등장하였다. 조커는 배트맨의 적대자이자 범죄의 대가이며, 얼빠진 데다가 악의라곤 찾아볼 수 없는 책략가에서 도둑에서부터 자신의 즐거움을 위해 살인 등 법률에 위반되는 행위를 자행하는 폭력적인 반사회적 이상 성격자에 이르기까지 다채로운 성향을 갖고 있다. 조커의 정체는 확실히 알려져 있지 않기 때문에 그의 기원에 관하여 여러 견해가 있다. 대다수 사람들은 공통적으로 그가 화학 약품 폐기물이 들어있는 큰 통에 빠져 피부가 표백되고 머리카락은 초록색으로, 입술은 선명한 붉은색에 엄청나게 크게 찢어지는 등 흡사 광대의 모습으로 변종된 것으로 묘사하고 있다. 조커는 《배트맨: 애니메이티드 시리즈》, 《배트맨》, 《다크 나이트》 등 배트맨과 관련된 수많은 매체에 등장하였다.

## 무기 및 능력
- 조커 가스 (웃음 가스라고도 불린다. 조커 가스는 조금이라도 마시면 조커처럼 얼굴이 창백해지며 입이 찢어지다 계속 웃는다. 잇몸까지 벌어질때까지 웃다가 피를 뿜으며 죽는다.)
- 웃는 생선
- 황산 물총
- 정전기 버튼
- 조커베놈 (립스틱으로도 사용할 수 있다.)
- 칼 (영저스티스)
- 유독화학물 (The BATMAN)

## 코믹스

### 배트맨: 킬링 조크(Killing Joke)
- 2010년 11월 5일 세미콜론 출판사 발행.
- 작가: 앨런 무어, 브라이언 볼런드.

조커의 기원에 관한 가장 유명한 작품으로, 가난한 개그맨이 겪게 된 "최악의 하루"가 주된 내용이다. 배트맨이 가지는 조커에 대한 기묘한 동질감에 기원한 구원의 메시지와, 조커가 대답하는 "정신병원에서 탈출하려는 두 미치광이"에 관한 코메디가 뒤섞인 마지막 장면은 긴 여운으로 남는다.

### 웃는 남자(The Man Who Laughs)
- 2012년 세미콜론 출판사 발행
- 작가: 에드 브루베이커
- 빅토르 위고의 "웃는 남자"에서 제목을 따 왔음.

## 애니메이션

### 배트맨: TV 만화 시리즈(Batman the animated series, TAS, NBA)
(1992~1995), (1997~1999) 브루스 팀 제작의 배트맨 시리즈에서 조커는 테러리스트라기 보다는 배트맨에게 집착한다는 점을 제외하고는 꽤 영리한 고담시티 뒷골목의 악당으로 등장한다. 심지어 그는 죽음의 위협을 받는 순간 배트맨에게 도와달라고 외치기까지 한다. 그리고 배트맨은 조커를 구했다.
- 성우: 마크 해밀

### 더 배트맨(The Batman)
2004~2008 5시즌으로 마무리. 배트맨의 3년차 첫날 조커와의 만남으로 시작하는 등 의욕적으로 조커 vs 배트맨의 구도를 보여준다. 맨발에 긴 산발을 한 초록색 머리, 붉은 눈동자, 스스로를 예술가로 지칭하고 펀치와 주디라는 거구의 부하를 데리고 다니는 등 (할리퀸은 시즌4에서야 만난다.) 여러모로 충격과 공포의 조커를 그려냈다.
- 성우: 케빈 마이클 리처드슨

### 배트맨 언더 더 레드 후드(Batman: Under The Red Hood)
2010. 2대 로빈 제이슨 토드의 귀환을 다룬 극장용 애니메이션에서 조커는 제이슨 토드를 무자비하게 폭행한 후 시한폭탄으로 살해한다. 애니메이션에서 조커는 배트맨만이 아닌 배트맨과 연관된 모든 것들을 조롱하고 비꼬는 천적이다.
- 성우: 존 디마지오

### 배트맨: 브레이브 앤 더 볼드(Batman: The Brave and the Bold)
2009~2011. 3시즌으로 마무리. 실버에이지 중심의 배트맨 시리즈에서 조커는 배트맨의 숙적이며 동시에 그에 집착하는 모습을 보여준다. 아울맨으로 인해 배트맨과 협력하게 되었을 때, 배트맨의 명령대로 사람을 구하기도 하지만 결국은 본성 때문에 배트맨을 배신한다. "내가 미친 놈이 아니고 네가 배트맨이 아니면 우린 친구가 되었을지도"라는 마지막 대사는 실버 에이지 시대의 그들 두 사람의 관계를 정리한다.
- 성우: 제프 베넷

### 저스티스 리그(Justice League)
브루스 팀의 세계관과 연관된 시리즈라 NBA와 같은 모습, 같은 설정으로 등장한다. 인저스티스 리그에 일단 들어가 있긴 하지만, 실제로 그의 목표는 언제나 배트맨을 골탕먹이거나 죽이는 것이다. 다른 저스티스 리거들에 대해서는, 패션에 대한 것 말고는 그다지 품평하지 않는다.

## 영화

### 배트맨
- 1989년 팀 버튼 감독

잭 니컬슨이 연기했다. 극중 이름은 잭 네이피어. 갱단 중간간부 출신으로 화학약품에 빠져 기괴한 외모를 갖게 되자 갱단, 배트맨, 도시 전체를 공격하는 미친 테러리스트로 변신한다. 배트맨의 부모님인 토마스와 마사 웨인 부부를 살해한 장본인으로 묘사된다.

### 다크 나이트
- 2009년 크리스토퍼 놀란 감독.

히스 레저가 연기했다. 극중 그의 실명, 나이 등은 모두 불명으로 되어 있으며, 외모의 원인이나 기원 등도 모두 불명이다. 배트맨에 대항하고자 만들어진 것이 '조커'라는 식의 설명을 내놓고 자기 자신에 대해 '절대적 혼돈'이라는 설명을 내놓으나, 그의 말은 모든 것이 거짓말이나 다름 없다는 점에서 어떤 것도 확실하지 않다. 배트맨 시리즈 뿐만 아니라 영화에 등장했던 모든 악당들 중 가장 최고의 악당으로 꼽힌다.
- 유명한 대사: "why so serious?"

### 수어사이드 스쿼드
- 2016년 데이비드 에이어 감독. 자레드 레토가 연기했다.

### 조커
- 2019년 토드 필립스 감독. 호아킨 피닉스가 연기했다.

### 잭 스나이더의 저스티스 리그
- 2021년 잭 스나이더 감독. 자레드 레토가 연기했다.

## 둘러싼 논쟁
- 2021년 10월 31일 일본의 도쿄 지하철 게이오선 전철에서 흉기를 휘두르고 방화에 저지르는 17명이 다쳤다. 범인은 조커 캐릭터를 분장[1]하는 남성의 핫토리 교타(服部恭太)씨 살인 미수 혐의로 체포됐다.

## 같이 보기
- 투페이스
- 리들러